# Spaniens Grand Prix 2024
Spaniens Grand Prix 2024 (officielt navn: Formula 1 Aramco Gran Premio de España 2024) var et Formel 1-løb, som blev kørt den 23. juni 2024 på Circuit de Barcelona-Catalunya i Montmeló, Spanien. Det var det tiende løb i Formel 1-sæsonen 2024.

## Kvalifikation
| Pos.               | Nr. | Kører            | Konstruktør                  | Del 1    | Del 2    | Del 3     | Grid |
| ------------------ | --- | ---------------- | ---------------------------- | -------- | -------- | --------- | ---- |
| 1                  | 4   | Lando Norris     | McLaren-Mercedes             | 1.12,386 | 1.11,872 | 1.11,383  | 1    |
| 2                  | 1   | Max Verstappen   | Red Bull Racing-Honda RBPT   | 1.12,306 | 1.11,653 | 1.11,403  | 2    |
| 3                  | 44  | Lewis Hamilton   | Mercedes                     | 1.12,143 | 1.11,792 | 1.11,701  | 3    |
| 4                  | 63  | George Russell   | Mercedes                     | 1.12,456 | 1.11,812 | 1.11,703  | 4    |
| 5                  | 16  | Charles Leclerc  | Ferrari                      | 1.12,257 | 1.12,038 | 1.11,731  | 5    |
| 6                  | 55  | Carlos Sainz Jr. | Ferrari                      | 1.12,403 | 1.11,874 | 1.11,736  | 6    |
| 7                  | 10  | Pierre Gasly     | Alpine-Renault               | 1.12,651 | 1.12,079 | 1.11,857  | 7    |
| 8                  | 11  | Sergio Pérez     | Red Bull Racing-Honda RBPT   | 1.12,477 | 1.12,054 | 1.12,061  | 111  |
| 9                  | 31  | Esteban Ocon     | Alpine-Renault               | 1.12,691 | 1.12,109 | 1.12,125  | 8    |
| 10                 | 81  | Oscar Piastri    | McLaren-Mercedes             | 1.12,460 | 1.12,011 | Ingen tid | 9    |
| 11                 | 14  | Fernando Alonso  | Aston Martin Aramco-Mercedes | 1.12,505 | 1.12,128 | N/A       | 10   |
| 12                 | 77  | Valtteri Bottas  | Kick Sauber-Ferrari          | 1.12,758 | 1.12,227 | N/A       | 12   |
| 13                 | 27  | Nico Hülkenberg  | Haas-Ferrari                 | 1.12,708 | 1.12,310 | N/A       | 13   |
| 14                 | 18  | Lance Stroll     | Aston Martin Aramco-Mercedes | 1.12,881 | 1.12,372 | N/A       | 14   |
| 15                 | 24  | Zhou Guanyu      | Kick Sauber-Ferrari          | 1.12,880 | 1.12,738 | N/A       | 15   |
| 16                 | 20  | Kevin Magnussen  | Haas-Ferrari                 | 1.12,937 | N/A      | N/A       | 16   |
| 17                 | 22  | Yuki Tsunoda     | RB-Honda RBPT                | 1.12,985 | N/A      | N/A       | 17   |
| 18                 | 3   | Daniel Ricciardo | RB-Honda RBPT                | 1.13,075 | N/A      | N/A       | 18   |
| 19                 | 23  | Alexander Albon  | Williams-Mercedes            | 1.13,153 | N/A      | N/A       | PL2  |
| 20                 | 2   | Logan Sargeant   | Williams-Mercedes            | 1.13,509 | N/A      | N/A       | 193  |
| 107%-tid: 1.17,193 |     |                  |                              |          |          |           |      |
| Kilde:             |     |                  |                              |          |          |           |      |

Noter:
↑1 - Sergio Pérez blev givet en 3-plads straf for at ikke forlade kørebanen med en ødelagt bil ved den forrige runde.
↑2 - Alexander Albon måtte starte fra pit lane efter at have lavet ændringer på deres biler under parc fermé.
↑3 - Logan Sargeant blev givet en 3-plads straf for at køre i vejen for Lance Stroll under del 1.

## Resultat
| Pos.                                                            | Nr. | Kører            | Konstruktør                  | Omgange | Tid/Udgået  | Startpos. | Point |
| --------------------------------------------------------------- | --- | ---------------- | ---------------------------- | ------- | ----------- | --------- | ----- |
| 1                                                               | 1   | Max Verstappen   | Red Bull Racing-Honda RBPT   | 66      | 1:28.20,227 | 1         | 25    |
| 2                                                               | 4   | Lando Norris     | McLaren-Mercedes             | 66      | +2,219      | 2         | 191   |
| 3                                                               | 44  | Lewis Hamilton   | Mercedes                     | 66      | +17,790     | 3         | 15    |
| 4                                                               | 63  | George Russell   | Mercedes                     | 66      | +22,230     | 3         | 12    |
| 5                                                               | 16  | Charles Leclerc  | Ferrari                      | 66      | +22,709     | 5         | 10    |
| 6                                                               | 55  | Carlos Sainz Jr. | Ferrari                      | 66      | +31,028     | 6         | 8     |
| 7                                                               | 81  | Oscar Piastri    | McLaren-Mercedes             | 66      | +33,760     | 9         | 6     |
| 8                                                               | 11  | Sergio Pérez     | Red Bull Racing-Honda RBPT   | 66      | +59,524     | 11        | 4     |
| 9                                                               | 10  | Pierre Gasly     | Alpine-Renault               | 66      | +1.02,025   | 7         | 2     |
| 10                                                              | 31  | Esteban Ocon     | Alpine-Renault               | 66      | +1.11,889   | 8         | 1     |
| 11                                                              | 27  | Nico Hülkenberg  | Haas-Ferrari                 | 66      | +1.19,2152  | 13        |       |
| 12                                                              | 14  | Fernando Alonso  | Aston Martin Aramco-Mercedes | 65      | +1 omgang   | 10        |       |
| 13                                                              | 24  | Zhou Guanyu      | Kick Sauber-Ferrari          | 65      | +1 omgang   | 15        |       |
| 14                                                              | 18  | Lance Stroll     | Aston Martin Aramco-Mercedes | 65      | +1 omgang   | 14        |       |
| 15                                                              | 3   | Daniel Ricciardo | RB-Honda RBPT                | 65      | +1 omgang   | 18        |       |
| 16                                                              | 77  | Valtteri Bottas  | Kick Sauber-Ferrari          | 65      | +1 omgang   | 12        |       |
| 17                                                              | 20  | Kevin Magnussen  | Haas-Ferrari                 | 65      | +1 omgang   | 16        |       |
| 18                                                              | 23  | Alexander Albon  | Williams-Mercedes            | 65      | +1 omgang   | PL        |       |
| 19                                                              | 22  | Yuki Tsunoda     | RB-Honda RBPT                | 65      | +1 omgang2  | 17        |       |
| 20                                                              | 2   | Logan Sargeant   | Williams-Mercedes            | 65      | +1 omgang   | 19        |       |
| Hurtigste omgang: Lando Norris (McLaren) - 1.17,115 (omgang 51) |     |                  |                              |         |             |           |       |
| Kilde:                                                          |     |                  |                              |         |             |           |       |

Noter:
↑1 - Inkluderer point for hurtigste omgang.
↑2 - Nico Hülkenberg og Yuki Tsunoda blev givet en 5-sekunders straf for at køre for hurtigt i pit lane. Deres slutposition var uændret af straffen.

## Stilling i mesterskaberne efter løbet
| Pos. | Kører            | Point |
| ---- | ---------------- | ----- |
| 1    | Max Verstappen   | 219   |
| 2    | Lando Norris     | 150   |
| 3    | Charles Leclerc  | 148   |
| 4    | Carlos Sainz Jr. | 116   |
| 5    | Sergio Pérez     | 111   |

| Pos. | Konstruktør           | Point |
| ---- | --------------------- | ----- |
| 1    | Red Bull-Honda RBPT   | 330   |
| 2    | Ferrari               | 270   |
| 3    | McLaren-Mercedes      | 237   |
| 4    | Mercedes              | 151   |
| 5    | Aston Martin-Mercedes | 58    |